# Weston-sub-Edge
Weston-sub-Edge lub Weston Subedge – wieś i civil parish w Anglii, w Gloucestershire, w dystrykcie Cotswold. W 2011 civil parish liczyła 431 mieszkańców. Weston Subedge jest wspomniana w Domesday Book (1086) jako Westone.